# El Toro, Purísima del Rincón
El Toro är en ort i Mexiko.   Den ligger i kommunen Purísima del Rincón och delstaten Guanajuato, i den centrala delen av landet, 300 km nordväst om huvudstaden Mexico City. El Toro ligger 1 733 meter över havet och antalet invånare är 959.
Terrängen runt El Toro är huvudsakligen platt, men österut är den kuperad. Runt El Toro är det ganska glesbefolkat, med 45 invånare per kvadratkilometer. Närmaste större samhälle är Ciudad Manuel Doblado, 12,0 km söder om El Toro. Omgivningarna runt El Toro är en mosaik av jordbruksmark och naturlig växtlighet.